# Denisa
Denisa je ženské křestní jméno. Má stejný původ jako mužské jméno Denis. Obě jména pocházejí z řečtiny. Jméno vzniklo jako odvozenina řeckého jména Dionýsos, který byl bohem vína. Překládá se pak jako „božské dítě“, „bůh vína“ nebo „zasvěcená bohu vína“. Česká podoba jména byla zřejmě převzata z francouzštiny. Jméno Denisa se ve staročeštině užívá jako Diviška. Méně častějším mužským protějškem je Denis.
Podle českého občanského kalendáře slaví svátek 11. září.

## Statistické údaje
Následující tabulka uvádí četnost jména v ČR a pořadí mezi ženskými jmény ve srovnání dvou roků, pro které jsou dostupné údaje MV ČR – lze z ní tedy vysledovat trend v užívání tohoto jména:
| Rok       | Četnost     | Pořadí   |
| --------- | ----------- | -------- |
| 1999      | 17686       | 73.      |
| 2002      | 18848       | 71.      |
| Porovnání | o 1162 více | o 2 lépe |
| 2006      | 22320       | 61.      |
| 2012      | 25189       |          |

Změna procentního zastoupení tohoto jména mezi žijícími ženami v ČR (tj. procentní změna se započítáním celkového úbytku žen v ČR za sledované tři roky 1999–2002) je +7,4 %, což svědčí o poměrně značném nárůstu obliby tohoto jména.
V lednu 2006 se podle údajů ČSÚ jednalo o 20. nejčastější ženské jméno mezi novorozenci.

## Domácké podoby
Deni, Dája, Denis, Denča, Deňule, Denuš, Denda, Deniska, Denička, Deninka, Desinka, Denuška, Deninka, Deňulka

## Známé nositelky jména
- Denise (zpěvačka) – německá zpěvačka
- Deniece Alvarado – francouzská televizní herečka
- Denisa Domanská – česká modelka
- Denisa Dvořáková – česká modelka
- Denise Faye - americká herečka a režisérka
- Denisa Chládková – česká tenistka
- Denisa Nesvačilová – česká herečka
- Denisa Nová – česká návrhářka
- Denise Richardsová – americká herečka
- Denisa Rosolová, rozená Ščerbová – česká atletka
- Denisa Šátralová, rozená Allertová – česká tenistka
- Denisa Schneebaumová – česká kytaristka
- Deniece Williams – americká zpěvačka

## Jména v jiných jazycích
- čeština, slovenština, španělština, srbochorvatština: Denisa
- angličtina, němčina, francouzština, nizozemština: Denise
- ruština: Denisija